# جيرد شالر
جيرد شالر (بالألمانية: Gerd Schaller)‏ هو موزع ألماني، ولد في 1965 في بامبرغ في ألمانيا.

## وصلات خارجية
- الموقع الرسمي
- جيرد شالر على موقع ميوزك برينز (الإنجليزية)
- جيرد شالر على موقع أول ميوزيك (الإنجليزية)
- جيرد شالر على موقع ديسكوغز (الإنجليزية)